# أم دم (السودان)
أم دم هي بلدة في ولاية شمال كردفان في وسط السودان على بعد 60 كيلومترا شمال شرق مدينة الأبيض. تقع في منتصف الطريق تقريباً بين سرور في الشمال الغربي وحبيلة في الجنوب الشرقي.